# Peperomia rigidicaulis
Peperomia rigidicaulis är en pepparväxtart som beskrevs av C. Dc.. Peperomia rigidicaulis ingår i släktet peperomior, och familjen pepparväxter. Inga underarter finns listade i Catalogue of Life.